# أجاكس هيروز
أجاكس هيروز هو نادي كرة يد في الدنمارك تأسس في سنة 1934. فاز بالدوري الدنماركي لكرة اليد 9 مرات وذلك في 1937، 1942، 1944، 1948، 1949، 1950، 1952، 1953 و1964.